# Цзюхуашань
Цзюхуашань (кит. трад. 九華山, упр. 九华山, пиньинь Jiǔ huá Shān, буквально: «Горы девяти прелестей») — одна из четырёх священных гор китайского буддизма, расположенная в уезде Цинъян городского округа Чичжоу провинции Аньхой.
Расположена на территории национального парка Цзюхуашань

## История
Во времена династии Хань горы Цзюхуашань носили название Линъян. В соответствии с легендой Ли Бо, знаменитый поэт династии Тан, путешествуя в этих краях, написал «Есть два вида магии, а горы Лин открывают девять прелестей» (кит. трад. 妙有分二氣、靈山開九華, пиньинь Miào yǒu fēn èr qì, Líng shān kāi jiǔ huá), что и послужило основой для названия Цзюхуашань.
Вместе с горами Утайшань, Эмэйшань и Путошань, Цзюхуашань входит в четвёрку гор, священных для китайских буддистов.
В связи с тем, что этот район находится в стороне от основных туристских маршрутов, он намного меньше посещаем некитайскими туристами по сравнению с другими священными горами.